# La Mère coupable
La Mère coupable è un'opera di Darius Milhaud su libretto di Madeleine Milhaud tratto dal dramma omonimo di Beaumarchais. Si tratta di un'opera in 3 atti, la cui prima rappresentazione avvenne a Ginevra al Grande Theatre, il 13 giugno 1966.
Personaggi:
- Rosine, contessa d'Almaviva. Soprano
- Florestine, pupilla del conte. Soprano di coloratura
- Suzanne, cameriera della contessa, moglie di Figaro. Mezzosoprano
- Il Conte d'Almaviva. Baritono
- Figaro, valletto del Conte. Baritono
- Bégearss, irlandese, anziano segretario fidato del Conte. Baritono
- Léon, figlio del Conte e della Contessa (in realtà figlio della Contessa e di Cherubino, morto in battaglia). Tenore
- Signor Fal, notaio. Basso

La scena è ambientata nella Parigi di fine 1790.